# T. Szabó Csaba
T. Szabó Csaba (Szatmárnémeti, 1987. december 29. –) ókortörténész, valláskutató. Főbb kutatási területei Mithras római kultusza, a dunai provinciák Principatus-kori vallásrégészete, Dacia vallástörténete és az erdélyi régészet története.

## Életrajza
Középiskolai tanulmányait a szatmárnémeti Kölcsey Ferenc Főgimnáziumban végezte, ahol gazdag publicisztikai tevékenységével tűnt ki. 2007 és 2012 között a kolozsvári Babeș–Bolyai Tudományegyetem Történelem és Filozófia Karán folytatta tanulmányait történelem alapképzés és régészet mesteri szakon. 2008 és 2010 között a Kolozsvári Történészhallgatók Egyesületének újraindítója és elnöke volt. Doktori tanulmányait 2012-ben a Pécsi Tudományegyetem Interdiszciplináris Doktori Iskolájában folytatta, majd 2014-től az erfurti Max Weber Kollégium kutató-doktorandusza volt 2016-ig, ahol első erdélyi származású kutatóként védte meg doktori disszertációját 2017 márciusában.
Kutatómunkája mellett 2009 óta aktívan közöl publicisztikai és ismeretterjesztő jellegű írásokat magyar és román nyelven a szatmári Friss Újság, az Új Magyar Szó Online, Baabel, Corbii Albi, Adevărul, Transindex valamint a kolozsvári Szabadság hasábjain is. 2016 óta az Erdélyi Krónika honlap egyik munkatársa és az ókortörténeti, régészeti szekció felelőse. 2017-2018-ban a Román Televízió magyar adásának kolozsvári munkatársa volt. 2018 és 2021 között a Szebeni Lucian Blaga Egyetem Történelem Tanszékének tanársegéde volt. Jelenleg a Szegedi Tudományegyetem Vallástudományi Tanszékének habilitált egyetemi adjunktusa és az MTA-SZTE Lendület Mithras Kutatócsoport vezetője.

## Munkássága
Ókortörténeti és régészeti tanulmányai Mithras római kultuszával, Apulum (az ókori Gyulafehérvár) régészeti anyagával és vallástörténetével és Dacia provincia szentélyeivel foglalkoznak. Első ízben alkalmazta a Jörg Rüpke és kutatócsapata által kidolgozott Lived Ancient Religion módszert Dacia provinciára. Munkájában ötvözi a vallástörténeti és a régészettudományi módszertant. Nevéhez kötődik több jelentős erdélyi Mithras-emlékmű, így egy ritka Cautes-ábrázolás felfedezése is és Apulum első részletes digitális, topográfiai térképének elkészítése is. Több tanulmánya foglalkozik Erdély régészettörténetével, különös tekintettel Cserni Béla és Bodor András munkásságával. 2018 novemberétől a Szegedi Tudományegyetem Vallástudományi Tanszékén indult NKFI PD projektje a dunai provinciák Principatus-kori szentélyeivel és valláskommunikációjával foglalkozik. 2025-ben elnyerte az MTA Lendület program pályázatát (MTA-SZTE Lendület Mithras Kutatócsoport).
2009 óta a Szabadság kolozsvári napilap és az Erdélyi Krónika oldalain számos tudományos-ismeretterjesztő írása jelent meg, amelyek a közönségrégészet romániai meghonosítására törekszenek. Publicisztikai írásai főleg a romániai közönségrégészet, műemlékvédelem, erdélyi magyar politika és a kisebbségi jogok kérdését érintik.

## Tagsága
2007 óta az Erdélyi Múzeum-Egyesület I. szakosztályának tagja. 2015 óta a Histories of Archaeology Network nemzetközi régészettörténeti társaság tagja. 2017 óta a Magyar Tudományos Akadémia külső köztestületi és a Kolozsvári Akadémiai Bizottság Történettudományi Szakbizottságának tagja. 2017-ben a Babeș-Bolyai Tudományegyetem Római Tanulmányok Központjának (Centrul de Studii Romane) társult tagja lett. 2018-ban a Magyar Tudományos Akadémia Kolozsvári Akadémiai Bizottságának Fiatal Kutatói Díját nyerte el.

## Főbb művei

### Kötetek
- Csaba Szabó, Roman Religion in the Danubian Provinces: Space Sacralisation and Religious Communication during the Principate (1st–3rd century AD), Oxbow Books, Oxford-Philadelphia, 2022 ISBN 9781789257830[28]
- Csaba Szabó, András Bodor and the History of Classical Studies in Transylvania in the 20th century, Archaeopress Ltd, Archaeological lives series, Oxford, 2020 ISBN 9781789698343[29]
- T. Szabó Csaba, Erdélyi Régészet II. Írások régészetről és kulturális örökségvédelemről. Kolozsvár, Exit kiadó, 2019[30]
- Csaba Szabó – Imola Boda, The Gods of Roman Dacia. An illustrated dictionary, Lambert Academic Publishing, 2019[31]
- Csaba Szabó, Sanctuaries in Roman Dacia. Materiality and religious experience. Oxford,  Archaeopress Roman Archaeology 49., 2018. ISBN 9781789690811[32]
- Csaba Szabó et al. (szerk.), Adalbert Cserni and his contemporaries. The pioneers of archaeology in Alba Iulia and beyond, Cluj-Napoca, 2017
- T. Szabó Csaba, Erdélyi Régészet. Írások régészetről és kulturális örökségvédelemről. Kolozsvár, 2017
- Csaba Szabó, Béla Cserni and the beginnings of urban archaeology in Alba Iulia. Cluj–Napoca, 2016
- Sorin Nemeti, Csaba Szabó & Imola Boda (szerk.), Si deus si dea. New perspectives in the study of Roman religion in Dacia. Special edition of Studia Universitatis Babes-Bolyai seria Historia nr. 61, vol. 1. 2016
- Csaba Szabó – Imola Boda, Bibliography of Roman Religion in Dacia (BRRD). Cluj-Napoca, 2014

### Válogatott régészeti és ókortörténeti tanulmányok[33]
- Searching for the lightbearer: notes on a Mithraic relief from Dragu. In: Marisia XXXII, 2012, 135–145.
- The map of Roman Dacia in the recent studies. In: JAHA I, 2014, 44–51.
- Urbs et cultus deorum. Római vallás a Kr.u. II – III. századi városokban. In: Vallástudományi Szemle 2014/1 – 2, 42-58.
- Discovering the Gods in Apulum: historiography and new perspectives. In: ReDiva II, 2014, 53–82.
- Notes on a new salariarius from Apulum. In: Apulum 51, 2014, 533-544.
- Roman religious studies in Romania. Historiography and new perspectives. In: Ephemeris Napocensis, 24, 2014, 195-208.
- Notes on the Mithraic small finds from Sarmizegetusa. In: Ziridava, 28, 2014, 135-148.
- Mithras rediscovered. Notes on the CIMRM 1938 (with George Bounegru, Victor Sava). In: Ziridava 28, 2014, 149-156.
- Mithras rediscovered II. Further notes on CIMRM 1938 and 1986. In: JAHA 2, 2015, 67-73.
- Notes on a new Cautes statue from Apulum. In: Archaeologische Korrespondenzblatt 2/2015, 237-247.
- The cult of Mithras in Apulum: communities and individuals. In: Zerbini, Livio (ed.), Culti e religiositá nelle province danubiane”, 2015, 407-422.
- With Ota, Radu, Cultul lui Magna Mater in Dacia romană. In Apulum 52, 2015, 227-244.
- Romans in the garden. Notes on some recently attested stone monuments from Alba Iulia. In: Apulum 52, 2015, 217-225.
- Placing the gods. Sanctuaries and sacralized spaces in the settlements of Apulum, Revista Doctoranzilor în istorie veche şi arhelogie, 3, 2015, 123-160.
- Karl Gooss and the temple of Jupiter in Apulum, Journal of Ancient History and Archaeology 2.4, 2015, 136-144.
- Digging up Lived Religion. Notes on a recent companion of archaeology of religion, Archaeus 19-20, 2015-2016, 471-482.
- Histories of urban archaeology in Alba Iulia (1916-2016). In: Transylvania Nostra, 2, 2016, 30-41.
- Mapping Apulum. Reconstructing a Roman city. In: Dobos Alpár – Molnár Zsolt & Pánczél Szilamér (eds.), ‘Archaeologia Transylvanica. Studia in honorem Stephani Bajusz. Cluj – Napoca, 2016.
- Artemis from Ephesus in Apulum: notes on a recently discovered bronze statuette. (with Radu Ota, & Marius Ciuta). In: Acta Archaeologica Hungarica, 67, vol. 2., 2016, 231-243.
- Beyond iconography. Notes on the cult of the Thracian Rider in Apulum. In: Nemeti, Sorin, Csaba Szabó & Imola Boda (szerk.), Si deus si dea. New perspectives in the study of Roman religion in Dacia. Studia Universitatis Babes-Bolyai seria Historia nr. 61, vol. 1. 2016, 62-73.
- Bodor András (1915-1999). In: Rüsz-Fogarasi Enikő (ed.), A Babes-Bolyai Tudományegyetem Évönyve 2016, 219-229.
- Notes on a new Mithraic inscription from Dacia. (with I. Boda & C. Timoc). In: Mensa Rotunda Epigraphica, Cluj Napoca, 2016, 91-104.
- Párbeszéd Róma isteneivel. A római vallások kutatásának jelenlegi állása és perspektívái. In: Orpheus Noster, 2017, 2.
- Histories of archaeology in Transylvania. In: Szabó et al. (szerk.), Adalbert Cserni and his contemporaries, Cluj-Napoca, 2017, 373-400.
- The material evidence of the Roman Cult of Mithras in Dacia. CIMRM Supplement of the province. In: Acta Ant. Hung. 58, 2018, 325–357.
- Gods and cities: Roman religion in urban context in the 2nd-3rd centuries AD. A methodological overview. In: Farkas G. I. – Neményi R. – Szabó M. (eds.), Visy 75. Artificem commendat opus, Pécs, 2019, 511-533.
- Nature as sacred landscape in Roman Dacia. In: Chiai, G. F. – Haeussler, R. (ed.), Sacred landscapes in antiquity: creation, manipulation, transformation, Oxford, Oxbow Books, 2020. 77-87.
- Roman Dacia in the digital era. Journal of Ancient History and Archaeology 7/2, 2020, 185-190.
- Danubian provinces: history of a notion. In: Revista Transilvania 5/2020, 88-96.
- Mapping Roman religion. A methodological approach. In: European Journal of Science and Theology 16/5, 2020, 183-195.
- Bodor András és az erdélyi ókortudomány, Dolgozatok az Erdélyi Múzeum Érem- és Régiségtárából Új Sorozat XII–XIII., 2017–2018 (2020), 193–218.
- Sanctuaries in Roman Dacia. A catalogue of sacralised places in shared and secondary spaces. In: Jahrbuch der Römisch-Germanisches Museum 62, 2015 (2020), 255-340.
- Mi a vallásrégészet? Módszertani perspektívák és kutatási eredmények, Korunk 7, 2021, 63-71.
- Space sacralisation in antiquity. The case study of Dacia. Transylvanian Review, 3, 2021, 100-120.
- Mithras in Apulum. Between local and universal. In: L. Bricault, R. Veymiers & N. Amoroso (éd.), The Mystery of Mithras: Exploring the Heart of a Roman Cult / Le Mystère Mithra. Plongée au cœur d’un culte romain, Musée royal de Mariemont, Morlanwelz, 2021, 343-349.
- Az örök Dacia mítosza. A dákoromán kontinuitás metahistóriája a kortárs román régészet- és történettudományban. Történelmi Szemle 64, 2022, nr. 1., 5-21.
- Sanctuaries in Raetia: space sacralisation in Roman religion at the edges of the Roman Empire. In: Cercetari Arheologice 29/1, 2022, 63-82.
- The reception of Roman Mithras in Transylvania in the 18 th -19 th century, La Revista de Historiografía (RevHisto), 37, 2022, 249-271.
- Spaces of Reinvented Religious Traditions in the Danubian Provinces. In: Corinne Bonnet et al. (éd.), Naming and Mapping the Gods in the Ancient Mediterranean, Berlin, De Gruyter, Berlin, 2022, 691-705.
- Mithras exhibited. Perspectives of sensory museology in Mithraic contexts with Miruna Libiță-Partică, Ioan Muntean. In: Cercetari Arheologice 30, nr.2, 2023, 737-762.
- Rewriting Roman Religion: historiography of a decade (2013-2023). Memoria Antiquitatis 29, 2023 (2024), 381-391.
- Sacralisations of Space in the Danubian Provinces during the Principate. In: Ilaria, Bultrighini; Greg, Woolf; Camila, Norman (eds.), Sanctuaries and Experience. Knowledge, Practice and Space in the Ancient World Stuttgart, Franz Steiner Verlag, 2024, 425-440.
- The mithraeum from Colonia Sarmizegetusa: on the limits of materiality of religion. In: Inga Vilogorac Brčić, Gabrielle Kremer and Aleksandra Nikoloska (eds.), Contextualizing “Oriental” cults. New Lights on the Evidence between the Danube and the Adriatic, Zagreb, 2024, 281-308.
- Materiality of Roman Religion in Apulum. Catalogue and topography of the finds (társszerzők: oan Muntean, Miruna Libiță-Partică, Orsolya Gyurka), Acta Musei Apulensis. Apulum 61, 2024, 311-377.

### Ismeretterjesztő írások
- História – történelmi csemegék – történelmi ismeretterjesztő írások a Szabadság kolozsvári napilapban 2009 és 2012 között[34]
- Napoca, az ókori Kolozsvár – sorozat Kolozsvár római történetéről és régészeti emlékeiről a Szabadság kolozsvári napilapban és az Erdélyi Krónika oldalán 2016-tól[35]